# زابشتنی لهوتا
زابشتنی لهوتا (به چکی: Zábeštní Lhota) یک منطقهٔ مسکونی در جمهوری چک است که در شهرستان پرژروف واقع شده‌است. زابشتنی لهوتا ۱۵۰ نفر جمعیت دارد و ۲۹۳ متر بالاتر از سطح دریا واقع شده‌است.